# Le Volant d’Or de Toulouse 2006
Der Volant d’Or de Toulouse 2006 im Badminton fand vom 1. bis zum 4. Juni 2006 in Toulouse statt.

## Finalergebnisse
| Disziplin    | Sieger                               | Finalist                             | Ergebnis          |
| ------------ | ------------------------------------ | ------------------------------------ | ----------------- |
| Herreneinzel | Ville Lång                           | Petr Koukal                          | 21:18 21:15       |
| Dameneinzel  | Ella Karachkova                      | Ekaterina Ananina                    | 23:21 21:16       |
| Herrendoppel | Alexandr Nikolaenko Vitaliy Durkin   | Wouter Claes Frédéric Mawet          | 14:21 21:16 22:20 |
| Damendoppel  | Nina Vislova Valeria Sorokina        | Ekaterina Ananina Anastasia Russkikh | 21:10 18:21 21:14 |
| Mixed        | Alexandr Russkikh Anastasia Russkikh | Vitaliy Durkin Marina Yakusheva      | 21:19 21:18       |